# Evangelische Kirche Wersen

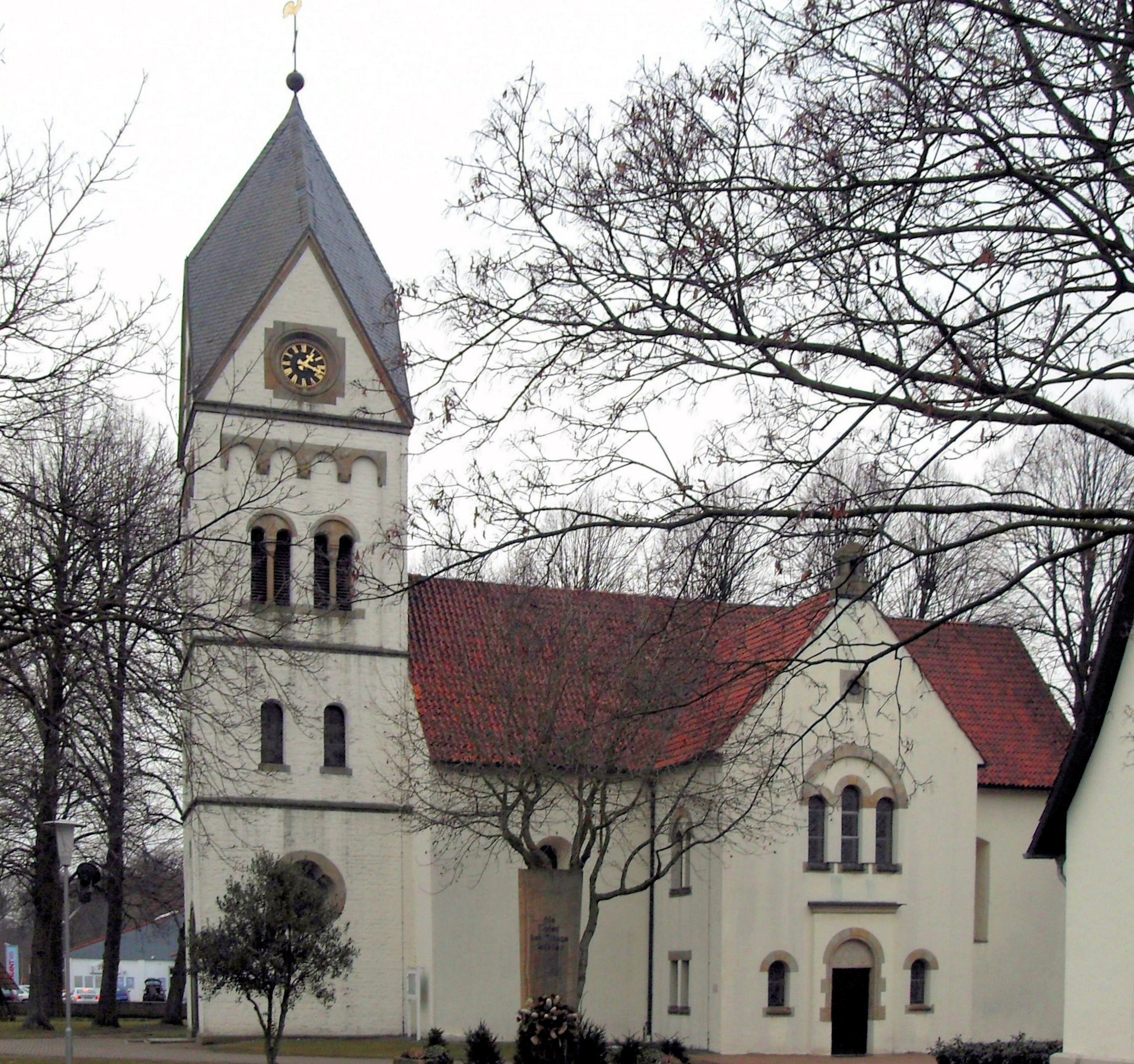
Evangelische Kirche

Die Evangelische Kirche Wersen ist ein denkmalgeschütztes Kirchengebäude in Wersen, einem Ortsteil der Gemeinde Lotte im Kreis Steinfurt (Nordrhein-Westfalen). Die Kirchengemeinde gehört zum Kirchenkreis Tecklenburg der Evangelischen Kirche von Westfalen.

## Geschichte und Architektur
Der Hof Wersen wurde 1150 mit der Kapelle von Graf Heinrich von Tecklenburg an den Bischof von Osnabrück verkauft. Die Gründung der Gemeinde erfolgte wohl im 12. Jahrhundert, erstmals urkundlich erwähnt wurde sie 1271 als Pfarrkirche. Der Raum ist mit einer spitzbogigen Holztonne gedeckt.
Das Gebäude ist ein Rechtecksaal von zwei Jochen. Der Chor ist quadratisch, im Übergangsstil des 13. Jahrhunderts. Der Westturm wurde 1886 errichtet, das Südschiff 1906 angefügt. Die Kirche ist mit Kreuzgratgewölben ausgestattet. Die ursprünglichen Rundbogenfenster wurden zum Teil verändert. Das einfache rundbogige Stufenportal befindet sich auf der Nordseite. Die Chortür ist mit 1724 bezeichnet. Zwei Seitenwangen eines Chorstuhles sind mit Ranken und Wappen geschmückt.
Die Orgelbrüstung ist, wie die Kanzel und der Abendmahlstisch, aus dem 17. Jahrhundert. Ein wappengeschmücktes Epitaph von 1718 ist Graf Johann Adolf von Tecklenburg gewidmet. Die Orgel wurde 1861 von der Orgelbaufirma Haupt (Ostercappeln) gebaut.